# Laura Pollán
Laura Pollán (né le 13 février 1948 à Manzanillo et morte le 14 octobre 2011 à La Havane) est une opposante politique au régime castriste de Cuba. 

## Biographie
Femme du journaliste Héctor Maseda Gutiérrez, condamné à 20 ans de prison du Printemps noir cubain en 2003, elle a lancé cette même année le mouvement des Dames en blanc, association des épouses de prisonniers politiques, dont elle était porte-parole.
Le dissident et graffeur Danilo Maldonado Machado porte sur lui un tatouage évoquant  Laura Pollán.